# 1486 en santé et médecine
| Années de la santé et de la médecine : 1483 - 1484 - 1485 - 1486 - 1487 - 1488 - 1489    |
| Décennies de la santé et de la médecine : 1450 - 1460 - 1470 - 1480 - 1490 - 1500 - 1510 |

Cet article présente les faits marquants de l'année 1486 en santé et médecine.

## Événements
- 4 novembre : à Paris, Jacques de Bruges et Guillaume Miret, docteurs en médecine, et Philippe Rogue, chirurgien juré, ayant constaté que la fumée des poteries « est préjudiciable à la santé des corps humains », le Châtelet ordonne le déplacement d'une des fabriques[1].
- Fondation de l'hôpital des Rois-Catholiques, à Compostelle, par Isabelle de Castille et Ferdinand d'Aragon[2].
- Création à Sienne, en Toscane, d'un office permanent de santé publique[3].
- Une aumône est attestée à Lucy-le-Bois, près d'Avallon, en Bourgogne[4].
- 1485-1486 : Venise institue un Magistrato alla Sanità (it) permanent, formé de trois provéditeurs chargés de veiller sur la santé publique, c'est-à-dire surtout de protéger le territoire des épidémies venues de l'extérieur[5],[6].

## Publication
- Première édition, imprimée à Brescia en Italie, du Kitāb al-hāwī de Rhazès (865-925), sous le titre de Liber dictus Elhawi sive Continentis in medicina[7].

## Naissances
- 14 septembre : Corneille Agrippa (mort en 1535), humaniste allemand, médecin, philosophe, alchimiste, ésotériste, médecin de Louise de Savoie, historiographe de Charles Quint[8].
- Melchior Fendt (de) (mort en 1564), médecin bavarois, professeur de médecine et de philosophie à Wittemberg, fondateur de l'hôpital des étudiants de cette ville et auteur, entre autres ouvrages, d'un De formatione foetus[9].
- Adam Bogaert (mort en 1550), professeur de médecine à Louvain, entré dans l'ordre de Saint-François, auteur d'un ouvrage sur le traitement de la goutte[10].
- 1486 ou 1490 : Francysk Skaryna (mort en 1540 ou 1551), traducteur, imprimeur, botaniste et médecin biélorusse, reçu docteur à Padoue, médecin de l'évêque de Vilnius et, selon certains, de l'empereur Ferdinand Ier[11].